# CQD
CQD는 1906년 이전에 사용되던 조난신호이다.
이 신호는 기상이 나쁜 날은 수신이 불량했으므로 제11회 국제무선전신회의에서 조난신호를 SOS로 바꾸게 되었다.
보통 이 신호의 뜻을 "Come Quick Danger"의 약칭로 알고 있는 사람이 많은데, 사실은 그렇지 않고 정확한 의미는 "모든 통신소에 전함, 조난당했음 (All Station : Distress)"에 가깝다.

## 같이 보기
- 메이데이